# Punta Acre
La punta Acre (en inglés: Acrid Point) es un promontorio de baja altitud ubicado en la costa noroeste de la isla Zavodovski del archipiélago Marqués de Traverse en las islas Sandwich del Sur. Se encuentra entre el acantilado Oeste y la punta Pacífica. La Dirección de Sistemas de Información Geográfica de la provincia de Tierra del Fuego cita la punta en las coordenadas 56°14′40″S 27°40′26″O / -56.24444, -27.67389.
Su nombre en inglés fue dado por el Comité de Topónimos Antárticos del Reino Unido en 1971 por las emisiones gaseosas en la costa oeste de la isla producto de la actividad volcánica.
La isla nunca fue habitada ni ocupada, y es reclamada por el Reino Unido como parte del territorio británico de ultramar de las Islas Georgias del Sur y Sandwich del Sur y por la República Argentina, que la hace parte del departamento Islas del Atlántico Sur dentro de la provincia de Tierra del Fuego, Antártida e Islas del Atlántico Sur.